# Emilias Kleinstgleithörnchen
Emilias Kleinstgleithörnchen (Petaurillus emiliae) ist ein Gleithörnchen aus der Gattung der Kleinstgleithörnchen (Petaurillus). Die Art kommt ausschließlich im nördlichen Teil der Insel Borneo vor und wurde bisher nur durch ein Individuum nachgewiesen. Es ist zugleich das kleinste Gleithörnchen wie auch die kleinste Art der Hörnchen überhaupt.

## Merkmale
Emilias Kleinstgleithörnchen ist das kleinste Gleithörnchen wie auch die kleinste bekannte Art der Hörnchen überhaupt. Es ist dabei etwa halb so groß wie Hoses Kleinstgleithörnchen (Petaurillus hosei) und so groß wie eine kleine Art der Mäuse. Es erreicht eine Kopf-Rumpf-Länge von etwa sieben Zentimetern und hat einen Schwanz von etwa 6,5 Zentimetern Länge. Das Gewicht liegt bei etwa 13,5 Gramm.
Wie alle Zwerggleithörnchen hat es eine behaarte Gleithaut, die Hand- und Fußgelenke miteinander verbindet und durch eine Hautfalte zwischen den Hinterbeinen und dem Schwanzansatz vergrößert wird. Die Gleithaut ist muskulös und am Rand verstärkt, sie kann entsprechend angespannt und erschlafft werden, um die Richtung des Gleitflugs zu kontrollieren.

## Verbreitung

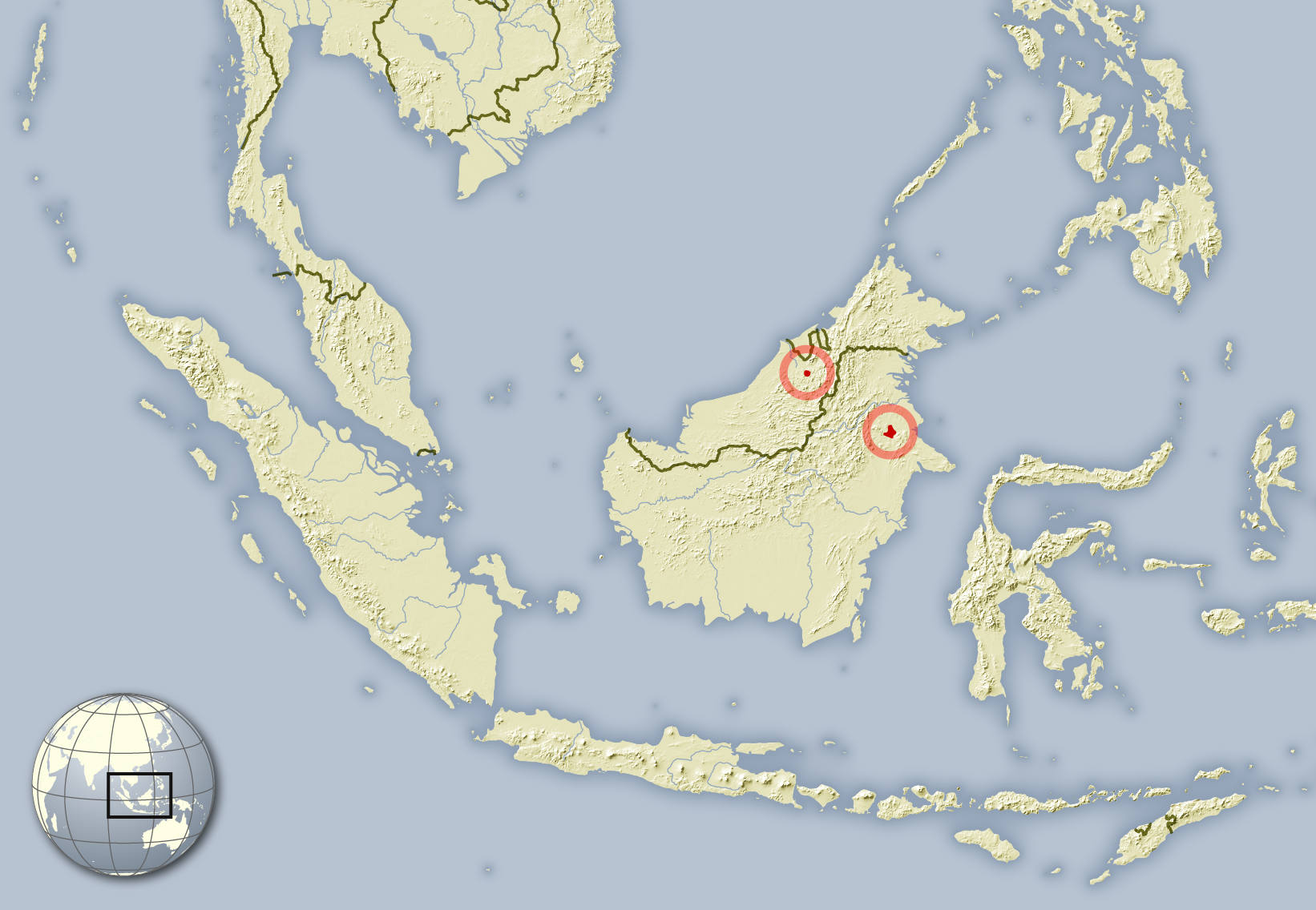
Verbreitungsgebiete von Emilias Kleinstgleithörnchen

Emilias Kleinstgleithörnchen war lange nur einmal als Typus dokumentiert, der auf der Insel Borneo im malaiischen Bundesstaat Sarawak gefunden wurde. Erst 2013 wurde es zusätzlich im Distrikt Berau im östlichen indonesischen Teil der Insel gefunden.

## Lebensweise
Über die Lebensweise des Gleithörnchens liegen keine Daten vor. Wie andere Arten ist es wahrscheinlich strikt baumlebend und nachtaktiv. Aufgrund ihrer geringen Größe und des geringen Gewichts sind die Tiere der Gattung wahrscheinlich in der Lage, langsamer und gezielter zu gleiten als andere Gleithörnchen.

## Systematik
Emilias Kleinstgleithörnchen wird als eigenständige Art innerhalb der Gattung der Kleinstgleithörnchen  (Petaurillus) eingeordnet, die insgesamt drei Arten enthält. Die wissenschaftliche Erstbeschreibung stammt von Oldfield Thomas aus dem Jahr 1908 anhand des einzigen bisher bekannten Individuums im Baram-Distrikt im malaiischen Bundesstaat Sarawak. Dabei beschrieb er die Art gemeinsam mit der Gattung Petaurillus sowie weiteren Gattungen und Arten der Gleithörnchen.
Innerhalb der Art werden keine Unterarten unterschieden.

## Bestand, Gefährdung und Schutz
Emilias Kleinstgleithörnchen wird von der International Union for Conservation of Nature and Natural Resources (IUCN) aufgrund der wenigen verfügbaren Daten nicht in eine Gefährdungskategorie eingeordnet und als „data deficient“ gelistet. Die Art wurde nur an einer Stelle nachgewiesen und es gibt keine Aussagen über das Verbreitungsgebiet und den Bestand der Tiere.
Als potenzielle Hauptgefährdungsursache wird der Lebensraumverlust durch die Umwandlung von Wäldern in landwirtschaftliche Flächen sowie der Holzeinschlag angesehen.

## Belege
1. 1 2 3 4 5  Richard W. Thorington Jr., John L. Koprowski, Michael A. Steele: Squirrels of the World. Johns Hopkins University Press, Baltimore MD 2012; S. 108. ISBN 978-1-4214-0469-1
2. 1 2 3 4 5  Petaurillus emiliae in der Roten Liste gefährdeter Arten der IUCN 2014.1. Eingestellt von: J.W. Duckworth, C. Francis, 2008. Abgerufen am 25. Juni 2014.
3. 1 2 3  Don E. Wilson & DeeAnn M. Reeder (Hrsg.): Petaurillus emiliae in Mammal Species of the World. A Taxonomic and Geographic Reference (3rd ed).
4. ↑  Oldfield Thomas: The genera and subgenera of the Sciuropterus Group, with descriptions of three new species. Annals and Magazine of Natural History 1, 1908; S. 1–8. (Digitalisat).